# 노이슈바벤란트
노이슈바벤란트(독일어: Neuschwabenland) 또는 뉴스와비아(New Swabia)는 노르웨이가 영유권을 주장하는 속령인 퀸모드랜드의 동경 20도부터 서경 10도까지의 남극 지역의 지도학적 이름이다. 노이슈바벤란트는 1939년 초 독일이 탐험했으며 이 이름은 독일의 슈바벤 지역을 딴 배의 이름인 MS 슈바벤란트에서 유래되었다.

## 성립 및 해체
나치 독일이 최초로 남극 지역의 일부를 영유권으로 주장한 것은 1938년의 일이었으나, 실제로는 나치 독일이 노르웨이를 침공하여 점령한 1940년에서야 퀸모드랜드의 일부를 노르웨이로부터 할양받아 그 실체가 확립되었다. 그러나 전쟁 중이던 당시 상황으로 인해 나치 독일 정부에서 탐험대나 관료 등의 인적 자원을 파견한 일은 없었고, 1945년에 나치 독일의 패망으로 노르웨이가 해방됨에 따라 다시 퀸모드랜드의 일부로 편입되었다. 그러나 이곳은 1961년에 남극 조약으로 인해 영유권 주장이 동결되었다.

## 같이 보기
- 남극의 영유권 주장 국가 목록

## 서지
- D.T. Murphy, German exploration of the polar world. A history, 1870–1940 (Nebraska 2002).